# احمدآباد (آبگر)
احمدآباد یک منطقهٔ مسکونی در ایران است که در دهستان آبگرم واقع شده‌است. براساس سرشماری مرکز آمار ایران در سال ۱۳۹۵، احمدآباد ۲۴۴ نفر جمعیت دارد.